# Timm Lohse
Timm H. Lohse (* 1939 in Indien) ist ein deutscher evangelischer Pfarrer im Ruhestand und Autor. Er wurde besonders bekannt durch sein Buch Das Kurzgespräch in Seelsorge und Beratung, mit dem er methodische Grundlagen für die Führung von Kurzgesprächen in Seelsorge und systemischer Beratung erarbeitete.

## Leben
Lohse wurde als Sohn des Missionars Christian Lohse (1907–1978) in Indien geboren. Ab 1947 wuchs er in Nordfriesland auf, wo sein Vater als Pastor arbeitete; zuerst in Joldelund, ab 1856 in Schwesing. Nach dem Abitur in Husum studierte er Evangelische Theologie in Heidelberg, Göttingen, Tübingen, Hamburg und Kiel. Er absolvierte eine Grundausbildung in Gesprächspsychotherapie und Transaktionsanalyse bei Joachim Scharfenberg in Kiel und eine Ausbildung in systemischer Theorie und Praxis bei Gottlieb Guntern in Brig.
Als Pfarrer der Bremischen Evangelischen Kirche war Lohse ab 1988 für die „Cityseelsorge“ in der Kirche Unser Lieben Frauen in Bremen zuständig. Er führte dort ein Format ein, bei dem Ratsuchenden anonyme und niedrigschwellige Gespräche von bis zu 20 Minuten Dauer angeboten wurden. 1992 übernahm eine Gruppe von speziell ausgebildeten Pastoren den Dienst, und Lohse konzentrierte sich darauf, Konzepte für die Fortbildung zu entwickeln. Aufgrund eine Krebsleidens schied er aus dem aktiven Dienst aus, blieb aber lehrend und publizistisch tätig. Noch mit über 80 Jahren übernahm er Morgenandachten bei Radio Bremen.

## Werk
Aus Lohses praktischer Arbeit entstand 2003 das Buch Das Kurzgespräch in Seelsorge und Beratung, das bis 2020 fünf Auflagen erlebte und ins Niederländische, Tschechische und Ungarische übersetzt wurde. Gottfried Adam stufte es als „maßgebendes Buch zum Thema Kurzgespräch“ ein; Thomas Hanstein stellte fest, dass „die Methode des Kurzgespräches, die mit dem Namen Timm Lohse verbunden ist“, sich auch in der katholischen Praxis etabliert hat. In verschiedenen Publikationen wurde Lohses Konzept weiterentwickelt.
Auf der Grundlage von Lohses Konzept bieten kirchliche und andere Bildungsträger regelmäßig Grund- und Aufbaukurse an. Trainerinnen und Trainer haben sich in einer Arbeitsgemeinschaft Kurzgespräch zusammengeschlossen, um die methodischen Grundlagen des zielorientierten Kurzgesprächs und der Aus- und Weiterbildung im zielorientierten Kurzgespräch weiterzuentwickeln.
Neben Sachbüchern zum Kurzgespräch veröffentlichte Lohse auch Bücher mit literarischen Betrachtungen zu Themen der Bibel und des Kirchenjahres.

## Schriften (Auswahl)
- (als Herausgeber:) Vom Heilen in Familien. Festschrift zum 25-jährigen Jubiläum der Evangelischen Familien- und Lebensberatung Bremen. Ed. Temmen, Bremen 1992.
- Das Kurzgespräch in Seelsorge und Beratung. Eine methodische Anleitung. Vandenhoeck & Ruprecht, Göttingen 2003; 5., überarbeitete Auflage 2020.
  - Het bondige gesprek. Praktische hulp bij advisering en pastoraat. Protestantse Pers, Heerenveen 2005.
  - Villámbeszélgetések a lelkigondozásban és a tanácsadásban. Módszertani bevezetés. Kálvin, Budapest, 2009.
  - Krátký rozhovor v pastoraci a poradenství. Metodická příručka. EMAN, Praha, 2. Aufl. 2023.
- Weihnachtliche Freuden. Hintergründige Weihnachtsbetrachtungen. Gezeichnet von Bengt Beutler, getextet von Timm H. Lohse, eingeleitet von Robert Gernhardt. Neukirchener, Neukirchen-Vluyn 2005; Neuausgabe BoD, Norderstedt 2012.
- Hiob. Die glaubwürdige Geschichte eines aufrichtigen Menschen. Neukirchener, Neukirchen-Vluyn 2005.
- Das Trainingsbuch zum Kurzgespräch. Ein Werkbuch für die seelsorgliche Praxis. Vandenhoeck & Ruprecht, Göttingen 2006.
- Sein & bleiben. Vom Alltag der Liebe. Frieling, Berlin 2010.
- Grundlagen des Kurzgesprächs. Kenntnisse und Fertigkeiten für ein bündiges Beratungsgespräch. BoD, Norderstedt 2016.
- Mit Menschen- und mit Engelszugen. Seelsorge im Gespräch. BoD, Norderstedt 2024.